# Pseudartonis lobata
Pseudartonis lobata är en spindelart som beskrevs av Simon 1909. Pseudartonis lobata ingår i släktet Pseudartonis och familjen hjulspindlar. Inga underarter finns listade i Catalogue of Life.